# Oplosia cinerea
Oplosia cinerea es una especie de escarabajo longicornio del género Oplosia, tribu Acanthoderini, subfamilia Lamiinae. Fue descrita científicamente por Mulsant en 1839.

## Descripción
Mide 9-13 milímetros de longitud.

## Distribución
Se distribuye por Alemania, Austria, Bielorrusia, Reino Unido, Bosnia y Herzegovina, Croacia, Dinamarca, Estonia, Estados Unidos, Finlandia, Francia, Hungría, Italia, Letonia, Reino Unido, Lituania, Noruega, Polonia, Rumania, Rusia, Reino Unido, Serbia, Eslovaquia, Eslovenia, Suecia, Suiza, Chequia y
Ucrania.